# Rüdiger Blömer
Rüdiger Blömer (* 15. November 1960 in Windberg , Mönchengladbach) ist ein deutscher Dozent, Komponist und Musiker.

## Leben
Blömer studierte Tonsatz und Komposition bei Herbert Nobis sowie Violine bei Eva Diller-Dörnenburg an der Hochschule für Musik und Tanz Köln, Abteilung Aachen. Von 1993 bis 2009 lehrte er an der MHS Köln, Standort Aachen, als Dozent für Tonsatz und Musiktheorie.
Blömer ist Urheber diverser moderner Orchesterwerke und Filmmusiken. Einige dieser Arbeiten wurden mit Preisen geehrt. Die Besetzungen seiner bisherigen Werke reichen von Kammermusik bis hin zu großer Orchesterbesetzung und werden regelmäßig aufgeführt. Im Jahr 2000 war die Uraufführung seines Chorwerkes „Viderunt omnes fines terrae“ in Mönchengladbach.
Seit 2012 ist er Mitglied der Rockband Flying Circus.

## Familie
Blömer ist ein Sohn von Alfred Blömer und Else Hunger. Er lebt in Stolberg und ist verheiratet mit der Musikerin Martina, geb. Poos, mit der er einen Sohn Felix hat.

## Werke (Auswahl)
- Kompositionen
  - Flying Birds (2003) für Violine und Klavier
  - Fünf Galgenlieder (1990) für Altstimme und Streichquartett nach Texten von Christian Morgenstern
  - Gladbacher Messe zu Ehren des heiligen Vitus (2010/2011) für zwei Chöre und zwei Orgeln
  - In circulo für Streichquartett (Viola oder 3. Violine) (in: quartettini, Vol. 2)
  - Le jardinage ravissant d'une chimère (1998) für Flöte und Harfe
  - Lamento (2000) für Viola solo und Kammerorchester
  - Lento (1994) und Lamento (1997)für Violoncello und Klavier
  - Like a breeze …  für Streichquartett (Viola oder 3. Violine) (in: quartettini, Vol. 3)
  - Nineteen Seventyfive (2005) für Rock-Streichorchester
  - Spektral (1995/rev. 2011) für Streichorchester
  - Welcome to the Pink Machine (1997) für Rock-Streichorchester
  - WHY! (2001) in four movements for great organ
  - Viderunt omnes fines terrae Oratorium
- Diskografie
  - Flageolett - Horizonte (LP, Album), Phenomenös Records, 1987
  - Rüdiger Blömer - Stravaganze - (CD, Album), 2000
  - Rüdiger Blömer - Sektionen - (CD, Album), Luxaries MM03, 2003
  - Dreier Quartett - Distant Lights (CD, Album), COFFEE BREAK RECORDS, 2014
  - Flying Circus - Starlight Clearing - 25 Live (DVD-V + CD, Album), 2016
  - Flying Circus - 1968 (CD, Album), 2020
  - Flying Circus - Live im Roten Krokodil (CD, Album), 2023
  - Rüdiger Blömer - ..nicht unendlich weiter schreiten.. - (CD, Album), 2024

## Auszeichnungen
Blömer ist Ensemblia-Preisträger 1995 und Preisträger des Otto-Ditscher Preises Ludwigshafen 1995.